# Международная федерация конного спорта
Междунаро́дная федера́ция ко́нного спо́рта (англ. International Federation for Equestrian Sports, фр. Fédération Équestre Internationale, FEI) — международный руководящий орган конного спорта.
Штаб-квартира находится в Лозанне, Швейцария. Была сформирована в 1921 году национальными организациями конного спорта Бельгии, Дании, Франции, Италии, Японии, Норвегии, Швеции и США. На сегодняшний день в Федерации состоят 134 национальных конных федерации, в том числе Федерация конного спорта России. Президентом Федерации с 2014 года является Ингмар де Вос.
Кодекс поведения FEI защищает лошадей от физического насилия и допинга.

## Дисциплины
Международная федерация конного спорта регулирует восемь дисциплин:
- выездка[4]
- драйвинг[5]
- дистанционные пробеги[6]
- троеборье[7]
- конный параспорт[англ.][8]
- рейнинг — исключен[9]
- конкур[10]
- вольтижировка[11]

В рамках регионального управления находятся следующие две дисциплины:
- хорсбол[англ.]
- тентпеггинг

Вне FEI развиваются два вида конного спорта, скачки и конное поло, но в последнем случае подписан меморандум о взаимопонимании с Федерацией международного поло.

## Соревнования

### Олимпийские игры
Конкур, выездка и троеборье присутствуют в программе Олимпийских игр с 1912 года. Паралимпийская выездка является частью программы Паралимпийских игр с 1996 года.

### Всемирные конные игры FEI
Международная федерация конного спорта организовывает Всемирные конные игры (англ. World Equestrian Games, WEG) каждые четыре года с 1990 года. Идея мировых конных игр возникла в середине 1980-х годов и была поддержана принцем Филиппом, который в то время был президентом FEI. WEG охватывает титулы чемпионата мира во всех мировых дисциплинах FEI.

### Кубок мира
Кубок мира Международной федерации конного спорта (англ. FEI World Cup) проводится во всём мире с квалификационными лигами, ведущими к финалу в каждой из дисциплин. Серия чемпионатов мира FEI началась с Кубка мира по конкуру в 1978 году и с тех пор была распространена ещё на три дисциплины: выездка, драйвинг и вольтижировка. Основные события:
- Кубок мира по выездке
- Кубок мира по конкуру[англ.]
- Кубок мира по драйвингу
- Кубок мира по вольтижировке.

### Мировые, континентальные и региональные чемпионаты
Чемпионат Мира FEI, континентальные и региональные чемпионаты проводятся во всех дисциплинах FEI и возрастных категориях. События включают:
- Чемпионат мира по троеборью для молодых лошадей
- Чемпионат мира FEI по драйвингу на четверике
- Чемпионат мира FEI по драйвингу для одиночек
- Чемпионат мира FEI по конным пробегам для пожилых
- Чемпионат мира FEI по вольтижировке для пожилых
- Чемпионат мира FEI по конному спорту

## Рейтинги
В конном спорте существуют два основных рейтинга, признаваемые FEI. Это Concours de Saut International и Concours Complet International.
Concours de Saut International (CSI) — рейтинговая система для соревнований по конкуру. Все события CSI одобрены Международной федерацией конного спорта.
Concours Complet International (CCI) и Concours International Combiné (CIC) — рейтинговые системы для соревнований по конному спорту, представленные Международной федерацией конного спорта.

## Президенты
С момента создания в 1921 году FEI возглавляло 13 разных президентов. Карл Ф. Куорлс ван Уффорд — единственный человек, который дважды избирался руководителем Международной федерации конного спорта. В настоящее время президент может избираться максимум на два срока. С 2014 года президент FEI является Ингмар де Вос из Бельгия.
| #  | Президент                            | Страна         | Срок       |
| -- | ------------------------------------ | -------------- | ---------- |
| 1  | Барон дю Тей                         | Франция        | 1921—1927  |
| 2  | Геррит Йоханнес Марис                | Нидерланды     | 1927—1929  |
| 3  | Карл Ф. Куорлс ван Уффорд            | Нидерланды     | 1929—1931  |
| 4  | Гай Генри                            | США            | 1931—1935  |
| 5  | Барон Макс фон Хольцинг-Берстетт     | Германия       | 1935—1936  |
| 6  | Карл Ф. Куорлс ван Уффорд            | Нидерланды     | 1936—1939  |
| 7  | Магнус Рюдман                        | Финляндия      | 1939—1946  |
| 8  | Барон Гастон де Траннуа              | Бельгия        | 1946—1954  |
| 9  | Принц Бернард Липпе-Бистерфельдский  | Нидерланды     | 1954—1964  |
| 10 | Принц Филипп                         | Великобритания | 1964—1986  |
| 11 | Принцесса Анна                       | Великобритания | 1986—1994  |
| 12 | Инфанта Пилар, герцогиня Бадахосская | Испания        | 1994—2006  |
| 13 | Принцесса Хайя бинт аль-Хусейн       | Иордания       | 2006—2014  |
| 14 | Ингмар де Вос                        | Бельгия        | 2014—н. в. |